# Øyvind Berg
Pour les articles homonymes, voir Berg.
Øyvind Berg (né le 10 mars 1971) est un sauteur à ski norvégien.

## Palmarès

### Jeux olympiques
| Épreuve / Édition | Albertville 1992 | Lillehammer 1994 |
| Petit Tremplin    | 35e              | 52e              |
| Grand Tremplin    | 34e              | 17e              |

### Championnats du monde
| Épreuve / Édition | Falun 1993 |
| Petit Tremplin    | 22e        |
| Par équipes       | Or         |

### Coupe du monde
- Meilleur classement final : 23e en 1991.
- Meilleur résultat : 3e